# Nagroda im. Oskara Kolberga
Nagroda im. Oskara Kolberga – polska nagroda ustanowiona w 1974 roku, przyznawana twórcom i popularyzatorom kultury ludowej.
Nagroda Kolberga przyznawana jest w Polsce od 1974 roku za szczególne zasługi i działania na rzecz kultury ludowej. Patronem nagrody jest polski etnograf Oskar Kolberg. Ma rangę najważniejszego ogólnopolskiego wyróżnienia za całokształt dokonań w dziedzinie kultury ludowej, za osiągnięcia twórcze, artystyczne, naukowe oraz działalność wspierającą tradycyjną kulturę regionalną.

## Kategorie

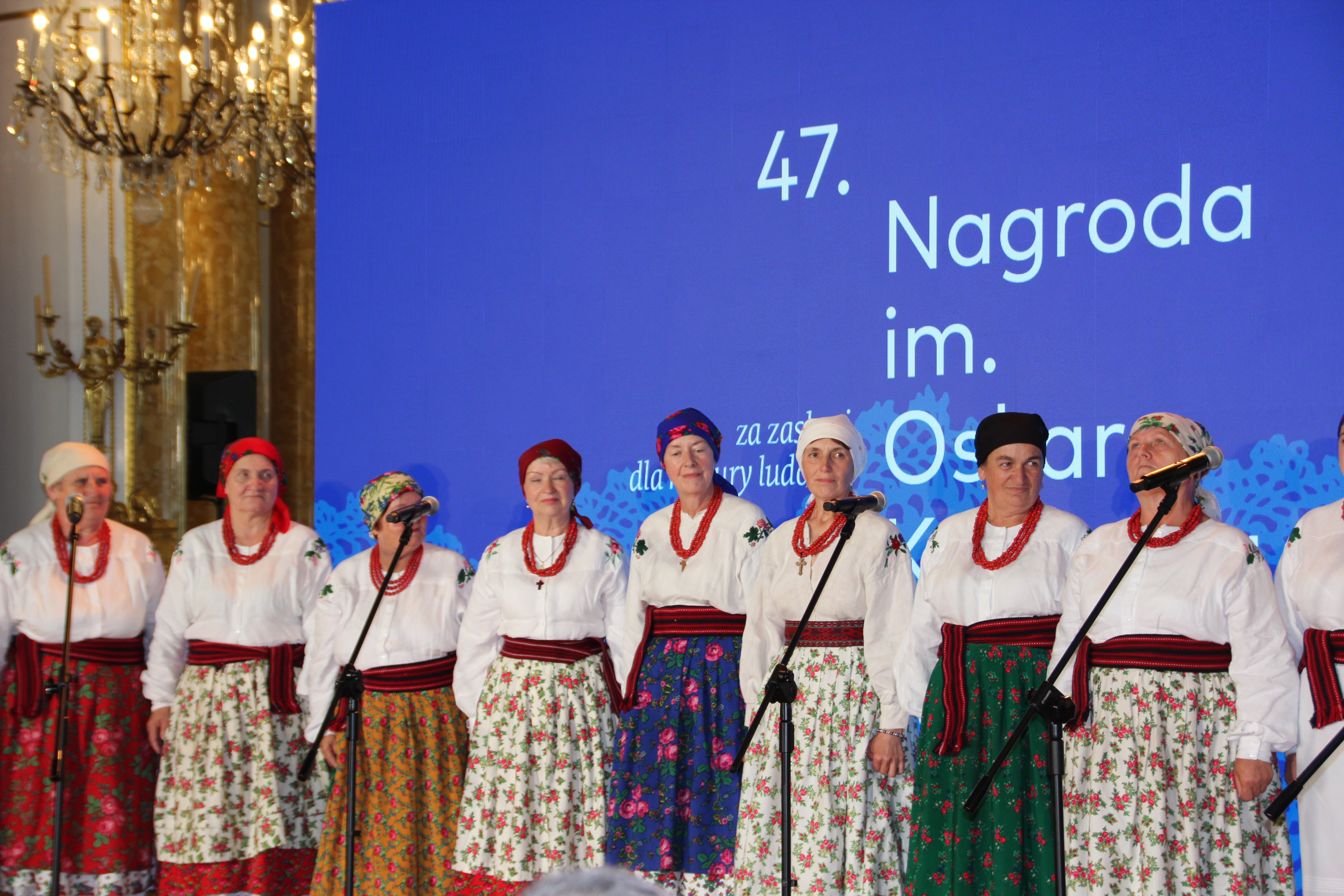
Występ zespołu „Waliszowianie” podczas uroczystości rozdania nagród im. Oskara Kolberga 6 lipca 2022 na Zamku Królewskim w Warszawie

Nagroda przyznawana jest w pięciu kategoriach:
1. dla twórców z dziedziny plastyki i folkloru muzyczno-tanecznego;
2. dla twórców reprezentujących literaturę ludową;
3. dla kapel ludowych;
4. dla zespołów folklorystycznych;
5. dla badaczy, naukowców, popularyzatorów i animatorów[2].

## Historia
Nagrodę zaczęto przyznawać w latach 70. z inicjatywy miesięcznika społeczno-kulturalnego „Barwy”. W latach 1986–2001 wręczało Mazowieckie Towarzystwo Kultury w Warszawie. Od 2002 roku prezentacja nagrodzonych twórców odbywała się w Muzeum im. Oskara Kolberga w Przysusze. W latach 2010–2014 organizatorem było Narodowe Centrum Kultury, a od 2015 zajmuje się tym Instytut Muzyki i Tańca.
Współorganizatorami uroczystości wręczenia Nagród są Muzeum Wsi Radomskiej, Fundacja „Cepelia” oraz Stowarzyszenie Twórców Ludowych a fundatorami: Polskie Radio, Ministerstwo Kultury i Dziedzictwa Narodowego, Fundacja „Cepelia” oraz Urząd Marszałkowski Województwa Mazowieckiego.
W 2014 roku uruchomiono stronę internetową poświęconą nagrodzie, zawierającą informacje o jej patronie, misji, historii i organizatorach oraz biogramy laureatów uzupełniane o fotografie, filmy i nagrania dźwiękowe. Stronę prowadzi Muzeum im. Oskara Kolberga w Przysusze.

## Laureaci chronologicznie
(na podstawie informacji ze strony „Nagroda im. Oskara Kolberga za zasługi dla kultury ludowej”)

### Laureaci Nagrody 1974
- Władysław Chajec – rzeźbiarz, szopkarz krakowski
- Michalina, Jadwiga i Zbigniew Ćwiżewiczowie
- Justyna Grzegory
- Franciszek Horak
- Janina Orynżyna – pisarka, działaczka, znawczyni rzemiosła i sztuki ludowej
- Franciszka Rybkowa
- Jadwiga Sobieska[6]
- Tomasz Śliwa
- Adam Zegadło
- Regionalny Zespół Pieśni i Tańca „Kurpianka” z Kadzidła
- Zespół Regionalny „Zubrzyca Górna” na Orawie
- Centralny Związek Spółdzielni Rękodzieła Ludowego i Artystycznego „Cepelia”

### Laureaci Nagrody 1975
- Helena Bernasowska
- Władysław Gębik – pisarz, działacz regionalny na Warmii i Mazurach
- Wincenty Kitowski
- Stanisława Kubik
- Jadwiga Mierzejewska-Frankiewicz
- Stanisław Paczyński
- prof. dr Roman Reinfuss
- Józef Stopka-Król
- Kazimiera Styp-Rekowska
- Zofia Wojnowa
- prof. Kazimiera Zawistowicz-Adamska
- Zespół Pieśni i Tańca „Harnasie” z Poronina i jego kierownik Jan Jędrol
- Regionalny Zespół Pieśni i Tańca „Opocznianka” z Opoczna
- Wielkopolski Zespół Pieśni i Tańca „Tośtoki” z Poznańskiego i jego kierowniczka Franciszka Tomaczkowa
- Zespół Towarzystwa Gimnastycznego „Sokół” z Carvin (Francja)
- Zespół Pieśni i Tańca „Syrena” z Brunssum (Holandia)

### Laureaci Nagrody 1976
- Zofia i Stanisław Chrząstowscy
- Aleksandra Czelusta
- Olimpia Jaroszewicz
- Jan Kawulok – muzyk instrumentalista, twórca instrumentów ludowych gawędziarz
- Władysław Kirstein
- Czesława Konopka – kurpiowska twórczyni ludowa: wycinankarka, hafciarka, tkaczka, pisankarka
- dr Franciszek Kotula – etnograf, historyk, folklorysta, pisarz
- Wincenty Krajewski
- Józef Lurka
- Aleksander Oleszczuk
- Ewelina Pęksowa
- dr Kazimierz Pietkiewicz – etnograf
- Józefa Siwek
- Mateusz Startek
- Jerzy Witek
- prof. Maria Znamierowska-Prüfferowa – etnografka
- Kapela Braci Bździuchów z Zamojszczyzny
- Zespół Pieśni i Tańca im. "Klimka Bachledy" z Zakopanego i jego kierownik Józef Pitoń
- Zespół Pieśni i Tańca „Koronka” z Bobowej
- Zespół Pieśni i Tańca „Trzy pokolenia” z Podlasia
- Zofia Pokusa
- Maria Siwula
- Zespół Taneczny „Krakowiak” z Bostonu (USA)
- Zespół Tańców Ludowych „Janosik” z Filadelfii (USA)
- Zespół Taneczny „UNIÃO JUVENTUS" z Kurytyby

### Laureaci Nagrody 1977
- prof. Józef Burszta – etnograf, etnolog, socjolog i historyk
- Jan Bzdęga
- Józefa Chaładaj
- Zygmunt Grabarski
- Stanisław Klejnas – skrzypek z Raducza (Łódzkie)
- Edward Kołacz – rzeźbiarz prymitywista
- Scholastyka Krupowicz
- Adam Kuchta
- dr Zofia Kwaśnicowa – badaczka i popularyzatorka tańców ludowych i narodowych.
- Jan Lubomirski – nauczyciel śpiewu i muzyki, folklorysta z Olsztyna
- Stanisław Seweryński
- ks. dr Bernard Sychta – działacz kaszubski, etnograf, językoznawca
- Jan Tacina – muzykolog, etnograf i pedagog, zbieracz pieśni Śląska Cieszyńskiego, Górnego i Opolskiego
- prof. Wanda Telakowska – inicjatorka oparcia wzornictwa przemysłowego na wzorach ludowych[7]
- Anna Uliczka
- Władysław Walczak-Baniecki
- Zespół Regionalny im. Jana Malinowskiego ze Szczawnicy i jego kierowniczka Aniela Krupczyńska
- Zespół im. Józefa Bema z Budapesztu
- Zespół „Krakus” z Genk (Belgia)
- Zespół „Podhale” z Montrealu (Kanada)
- Zespół „Rzeszowiacy” z Chicago (USA)
- Zespół „Warszawa” z Dijon (Francja)

### Laureaci Nagrody 1978
- Stanisława Bakuła
- dr Jan Piotr Dekowski
- Jan Gąsior
- Jan Józefowski
- dr Longin Malicki – etnograf
- Sabina Masełbas
- ks. Edward Nitka
- Władysław Obrochta
- Klara Prillowa – rzeźbiarka
- Jan Tylka – rzeźbiarz, budowniczy mebli z Zakopanego
- Tadeusz Więckowski
- Józef Zganiacz
- Waleria Żarnoch
- Kapela Dudziarzy z Rawicza
- Zespół Malarek z Zalipia
- Zespół Redakcji Kwartalnika „Polska Sztuka Ludowa”

### Laureaci Nagrody 1979
- dr Stanisław Błaszczyk
- Jadwiga Chętnikowa
- Franciszek Dorobek
- Zdzisław Dudzik – szopkarz krakowski
- Zofia Roj-Gąsienica
- Anna Jachnina – dziennikarka Radia Bydgoszcz, autorka 300 audycji radiowych o sztuce i kulturze ludowej, zbieraczka folkloru
- Stefan Konopczyński
- Maria Kozłowa
- Konstanty Kuncewicz
- Jan Malinowski-Haledrak
- Piotr Puławski – wycinankarz, znawca starych tańców, przyśpiewek i pieśni kurpiowskich
- Aleksandra Radulska
- Wiktor Sawczenko
- Marianna Siedlarek
- Roman Wójcik
- Zofia Żytkowicz
- Kapela Bednarzy z Nowej Wsi
- Zespół Regionalny z Bukówca Górnego
- Marian Jakubowski – popularyzator polskiego folkloru w Holandii, kierownik zespołu folklorystycznego "Syrena" z Limburgii
- Mary i Albin Pierce΄owie
- Zespół „Tatry” z Adelajdy (Australia)
- Zespół „Orzeł Biały” z Monchanin (Francja)
- Polsko-Amerykańska Grupa Folklorystyczna z Nowego Jorku (USA)

### Laureaci Nagrody 1981
- Dominika Bujnowska – tkaczka z Podlasia (haft dwuosnowowy)
- Piotr Gan – dziennikarz radia Kielce, badacz i popularyzator wiejskich tradycji muzycznych i rzemieślniczych Kielecczyzny
- Rozalia Jeziorkowska – wycinankarka kurpiowska
- Jan Pluciński
- Andrzej Ruta
- Bolesław i Wacław Suska
- Zdzisław Szewczyk
- Zespół Górali Czadeckich „Watra”
- Kapela „Pogórzanie” z Jastrzębi i jej kierownik Mieczysław Król
- Kapela Sulowskich z Zamojskiego
- Henri Balla
- Barbara Klimas Sawyer
- Zespół Regionalny „Gorol” z Jabłonkowa (Czechy)

### Laureaci Nagrody 1983
- Wojciech Błaszkowski
- Andrzej Gombos
- Franciszek Górka
- dr Daniel Kadłubiec
- Jadwiga Legierska
- dr Józef Majchrzak
- Anna Malec – śpiewaczka z Roztocza Lubelskiego
- Helena Ochendowska – kurpiowska hafciarka z Puszczy Białej
- Barbara Peszat-Królikowska
- Karol Piegza – nauczyciel, pisarz, folklorysta, fotograf, malarz z Zaolzia na Śląsku Cieszyńskim
- Stanisław Rekowski
- Józef Szczerba
- Kapela Dudziarzy z Wielkopolski – Antoni Krzyżoszczak i Stanisław Nawrot z Topólka
- Malarki z Włocławka – zdobnictwo fajansów: Eugenia Adamczewska, Kazimiera Rzeczkowska, Genowefa Wódecka, Salomea Zajkowska
- Zespół Pieśni i Tańca "Trzciana" z Trzciany
- Zespół Śpiewaczek Wiejskich „Kalinki” z Kalinówki

### Laureaci Nagrody 1984
- Aleksander Błachowski
- Stanisława Czech-Walczakowa
- Władysław Gąsienica-Makowski
- Helena Knut
- Jan Mastalski i Józef Ciesielka
- Zofia Neyman – popularyzatorka kultury ludowej i twórczości regionu sieradzkiego
- Halina Nowosad
- Karol Pisarczyk
- Wanda Pomianowska – popularyzatorka i badaczka folkloru świętokrzyskiego, redaktor pisma „„Literatura Ludowa”,
- Helena Średniawa
- Teresa Toczko
- Stanisław Zagajewski – rzeźbiarz prymitywista, Wrocławski Nikifor
- Kapela Byrtków z Pewli Wielkiej w Żywieckiem
- Kapela Dudziarzy z Domachowa
- Zespół Pieśni i Tańca z Dąbrówki Wielkopolskiej
- Regionalny Zespół „Spiszacy” z Łapszów Niżnych na Spiszu
- Władysław Cuber
- Paweł Dubicki
- Rodzina Krakowińskich z Maasmachelen k/Genk (Belgia)
- Polski Zespół Kulturalno-Oświatowy w Czeskim Cieszynie
- Polski Zespół Ludowy Pieśni i Tańca „Wilia” z Wilna

### Laureaci Nagrody 1985
- Marianna Bałdyga
- Rozalia Barańska-Dzięciołowska
- Waleria Czubak
- Franciszka Dąbrowska
- Piotr Dziadosz
- Władysław Gawlak
- Stanisław Graca-Gobera
- Józef Janos
- Franciszek Kurzeja
- Ludwik Łojas
- Aurelia Majewska
- Zofia Świderska
- Kazimierz Woźniak
- Aleksandra Szurmiak-Bogucka
- Antoni Janiszewski
- Jan Matysek
- Anna i Henryk Świątkowscy
- Kapela Rodziny Pudełków z Siedleczki
- Kapela Jana Stocha z Zębu na Podhalu
- Kapela Braci Trzpilów
- Zespół „Holny” z Zakopanego
- Regionalny Zespół Pieśni i Tańca „Szamotuły”
- Władysław Korkuć
- Władysław Niedoba
- Wanda Stala
- Krystyna Straszyńska
- Grupa Folkloru Polskiego "Wisła" z Kurytyby (Brazylia)
- Zespół „Piastowie” ze Sztokholmu (Szwecja)

### Laureaci Nagrody 1986
- Jadwiga Kosiarska
- Izajasz Rzepa
- Stanisław Budzyński
- Jan Krajewski
- Franciszka Kulas
- Władysław Chochołek
- prof. Anna Kutrzeba-Pojnarowa
- Barbara Zagórna-Tężycka
- Halina Mikułowska
- Zespół Folklorystyczny „Wesele Przyprostyńskie”
- Kapela Dudków ze Zdziłowic
- Zespół Folklorystyczny „Krakowiak” z Hamburga (Niemcy)
- Zespół Folklorystyczny „Wawel” z Detroit (USA)
- Zofia Gulewicz
- Rizzio Wachowicz

### Laureaci Nagrody 1987
- Mieczysław Biernacik
- Bronisław Chojęta
- Edward Ignyś – dudziarz, nauczyciel gry na skrzypcach i dudach, działacz regionalny z Biskupizny (Wielkopolska)
- Feliks Jankowski
- Jadwiga Łukawska
- Krystyna Placha
- Albert Speiser
- Zdzisław Walczak
- Barbara Kaznowska
- dr Grażyna Dąbrowska
- Wanda Szkulmowska
- Zespół Regionalny im. Bartusia Obrochty z Zakopanego
- Kapela Wojciechowska z Wojciechowa
- Lawrence Kozlowski
- Stanley Pelc
- Władysław Młynek
- Annabella Wersinger
- Polski Zespół Folklorystyczny „Łowiczanie” z San Francisco (USA)
- Zespół Tańca Ludowego „Lublin” z Pont de Cheury (Francja)
- Polsko-kanadyjski Zespół Tańca Ludowego „Lechovia” z Mississauga (Kanada)

### Laureaci Nagrody 1988
- Henryk Burzyński
- Adela Jabłońska-Szczuchniak
- Stefania Konopka – wycinankarka kurpiowska z Puszczy Zielonej.
- Marianna Kowalska[8] – śpiewaczka z Radomskiego
- Stefan Ślażyński
- Antoni Łempicki
- Stanisław Sieruta – tancerz kurpiowski z Puszczy Zielonej
- Leon Widz – skrzypek z Lubelszczyzny
- Zespół Regionalny „Podhale” z Nowego Targu
- Kapela Franciszka Hirta „Chrośniczanie” z Chrośnicy
- Bożenna Golcz
- prof. Aleksander Jackowski – etnograf
- Stanisław Weremczuk – pisarz
- Jan Banaszak
- Stanisław Kmieć
- Jan Mincewicz
- Kazimiera Walczak
- Państwowe Muzeum Etnograficzne w Warszawie

### Laureaci Nagrody 1989
- Bazyli Albiczuk
- Julian Brzozowski
- Janina Buraczyk
- Stanisława Dąbrowska
- Zuzanna Gwarek
- Stanisław Korpa
- Władysław Baranowski
- Jan Hołubowski
- Maria Orlik i Władysław Orlik
- Jan Kacwin
- Zespół Pieśni i Tańca „Poiana” z Piławy Dolnej
- Zespół Śpiewaczy „Pogranicze” z Szypliszk
- Jerzy Lipka
- Janina Marcinkowa – choreografka i etnografka z Cieszyna (Śląsk Cieszyński)[9]
- Piotr Świerc
- Zespół Pieśni i Tańca „Nasz Balet” z Argentyny
- Zespół Pieśni i Tańca „Krakowiacy” z Reims (Francja)
- Zespół Pieśni i Tańca Towarzystwa „Kultura i Tradycja” z Curcelles les Lens (Francja)
- Zespół Tańca „Echo z Polski” z Toledo (USA)
- Danuta Collin
- Helena Śliwka
- Jadwiga Hirt

### Laureaci Nagrody 1990
- Antoni Chynek
- Jarosław Furgała
- Franciszka Kuźma
- Władysława Prucnal
- Stefan Sowiński
- Tadeusz Gąsienica-Giewont
- Józefa Graszka
- Czesław Prządka
- Zespół „Biskupianie” z Domachowa
- Kapela Kujawska z Kowala
- Mirosława Bobrowska
- Stefan Rosiński
- Zespół Tańców Folklorystycznych „Spotkanie” z La Louviere (Belgia)
- Józef Parczyński
- Roderyk Lange – etnolog, antropolog tańca, choreolog[10].
- Muzeum Etnograficzne im. Seweryna Udzieli w Krakowie
- Muzeum Etnograficzne w Toruniu

### Laureaci w 2000 roku
- Teodor Biegun
- Bronisława Bednarek
- Halina Fijołek
- Stanisław Głaz
- Marianna Gumiela
- Czesława Marchewka
- Czesława Rowicka
- Franciszka Kaczmarek i Eugeniusz Kaczmarek
- Józef Chojnacki
- Wawrzyniec Hubka
- Kapela Jana Karpiela-Bułecki
- Zespół „Kocudzanki” z Kocudzy I
- Zespoły Śpiewacze „Bandysionki” i „Dłudzonki” z Kurpiowskiego Zespołu „Carniacy”
- Zespół Regionalny „Cepelia Fil Wilamowice”
- Zespół Góralski „Hamernik”
- Zespół Pieśni i Tańca Akademii Rolniczej w Lublinie
- Władysław Ogrodziński
- Józef Vaina
- Muzeum Wsi Lubelskiej w Lublinie
- Orawski Park Etnograficzny w Zubrzycy Górnej

### Laureaci w 2001 roku
- Józefa Albiniak
- Janina Boniakowska
- Wacław Kułakowski
- Władysław Kulawiak
- Alfreda Magdziak
- Maria Majchrzak
- Marianna Pawlak
- Zdzisław Purchała
- Otylia Uczciwek
- Edmund Edward Zieliński
- Dziecięco-Młodzieżowa Kapela Dudziarska z Leszna
- Kapela Mateusza Cieliszaka z Kocudzy
- Kapela ludowa z Radziszowa
- Zespół śpiewaczy „Nadburzański Klon Zielony”
- Zespół Tańca Ludowego Uniwersytetu Marii Curie-Skłodowskiej w Lublinie
- Zespół regionalny „Krakowiacy Ziemi Brzeskiej” w Brzesku
- Alicja Haszczak
- Michalina Wojtas
- Helena Chłopek
- Anna Adamowicz
- Michał Treszczyński
- Waldemar Wiszniewski
- Michał Cieśla
- Opolskie Towarzystwo Kulturalno-Oświatowe

### Laureaci w 2002 roku
- Honorata Bloch – hafciarka z Tucholi (Kaszuby)
- Adam Głuszek – rzeźbiarz z Dąbrowic (łódzkie)
- Aniela Gmoch – śpiewaczka z Bełżca (zamojskie)[11]
- Władysław Gruszczyński – rzeźbiarz z Radomia
- Anna Ficoń – rzeźbiarka z Wieprza (żywieckie)
- Józef Jańczak – skrzypek z Baszkowa[12][13][14]
- Alicja Kochanowska – tkaczka z Janowa (podlaskie)
- Jan Kowalski – pisarz z Iławy (warmińskie)
- Stefan Sidoruk – pisarz ze Stawek k/Włodawy (lubelskie)
- Roman Śledź – rzeźbiarz z Malinówki k/Łęcznej (lubelskie)
- Piotr Woliński – rzeźbiarz z Kcyni (Pałuki)
- Kapela Jana Gacy z Przystałowic Małych (radomskie)[15][16]
- Kapela Władysława Zarzyckiego z Maciejowic (siedleckie)[17]
- Kapela „Marciny” z Marcinowa (Dolny Śląsk)
- Zespół obrzędowy ze Strykowic Górnych (radomskie)[18]
- Zespół śpiewaczy z Łukowej I (biłgorajskie)
- dr Jan Łuczkowski z Opoczna
- prof. Teresa Smolińska z Opola
- Zespół „Warszawianka”

#### Nagrody honorowe
- Stowarzyszenie Dom Tańca z Warszawy
- Tadeusz Bukowski-Groska – kamieniarz (Podhale/ Chicago)
- Stanisław Kulawiak – ludwisarz (Podhale)
- Jan Słodyczka-Maśniak – budowniczy (Podhale/ St. Zjednocz.)

### Laureaci w 2003 roku
- Stanisława Betyna – hafciarka kaszubska z Tucholi
- Aleksander Filipczuk – garncarz z Pawłowa (Chełmskie)
- Urszula Gruszka – tancerka i śpiewaczka z Koniakowa (Beskid Śląski)
- Wacław Gutowski – pisarz ludowy (Lubelskie)
- Józef Koszarek – artysta w dziedzinie metaloplastyki, skórnictwa, biżuterii i rusznikarstwa; gawędziarz i poeta z Bukowiny Tatrzańskiej (Podhale)
- Stefan Nowaczek – skrzypek z Podłęża pod Maciejowicami (Mazowsze)[19]
- Zofia Pacan – hafciarka, wycinankarka, pisankarka z Bielowic (Opoczyńskie)
- Jadwiga Solińska – ludowa pisarka, wykonawczyni plastyki obrzędowej i dekoracyjnej z Wąsosza (Podlaskie)
- Zofia Sulikowska – śpiewaczka i poetka ludowa z Wojsławic (Chełmskie)[20]
- Zygmunt Walenciuk – rzeźbiarz ze wsi Kolano pow. Parczew (Lubelskie)
- Kapela Jacka Bursy z Guzowa – (Radomskie)
- Kapela rodziny Kołazińskich ze Zdunkowa – (Radomskie)[21][22]
- Kapela Adama Wyrwińskiego z Korzyc – (Radomskie)[23][24]
- Zespół Folklorystyczny z Popowic – (Ziemia Wieluńska)
- Zespół Obrzędowy „Lasowiaczki” z Baranowa Sandomierskiego – (Rzeszowskie)
- Zespół Śpiewaczo-Obrzędowy „Jarzębina” z Kocudzy – (Lubelskie)[25]
- Jerzy Czajkowski – etnograf, muzeolog, badacz kultury ludowej Karpat
- Władysław Czarnowski – muzyk, animator folkloru kaszubskiego z Brus

#### Nagroda honorowa
- Muzeum Wsi Opolskiej w Opolu

### Laureaci w roku 2004
- Aleksander Bobowski – skrzypek z Puszczy Białej[26]
- Stanisław Fijałkowski – śpiewak ludowy z Chrzanowa (Lubelskie)
- Magdalena Gruszka – wykonawczyni bibułowych kwiatów z Sopotni (Beskid Żywiecki)
- Andrzej Haniaczyk – śpiewak, tancerz, popularyzator muzyki góralskiej, wykonawca instrumentów pasterskich (Orawa)
- Janina Jarosz – Walczakowa – malarka na szkle i poetka z Zakopanego (Podhale)
- Tadeusz Kacalak – rzeźbiarz, kolekcjoner sztuki ludowej z Kutna
- Władysław Koczot – pisarz ludowy z Czarnegostoku (Zamojskie)
- Marian Kubicki – skrzypek i popularyzator muzyki ludowej z Przyprostyni (Wielkopolskie)
- Julianna Pawlak – tkaczka, hafciarka, koronczarka z Sadykierza (Rawskie)
- Józef Pitoń – tancerz, śpiewak, gawędziarz, popularyzator folkloru góralskiego Budzówka (Podhale)
- Jarosław Rodak – garncarz z Rędocina (Świętokrzyskie)
- Marianna Rzepka – tkaczka, hafciarka, wycinankarka, wykonawczyni plastyki dekoracyjnej i obrzędowej z Bielowic (Opoczyńskie)
- Kapela „Wałasi” – z Koniakowa-Istebnej (Beskid Śląski)
- Zespół śpiewaczy „Zakukała kukułecka” z Gałek Rusinowskich[27]
- Zespół śpiewaczy „Zamszanki” z Zamchu (Biłgorajskie)[28]
- Zespół Pieśni i Tańca Uniwersytetu Jagiellońskiego „Słowianki” z Krakowa
- Jan Górak – etnograf, badacz i popularyzator ludowej kultury Lubelszczyzny
- Jarosław Lisakowski – etnograf i etnomuzykolog z Poznania

#### Nagrody honorowe
- Krystyna Wodzowa – etnograf, upowszechnia i promuje polską sztukę ludową
- Radiowe Centrum Kultury Ludowej, Polskie Radio SA
- CIOFF – Sekcja Polska Międzynarodowych Stowarzyszeń Folklorystycznych, Festiwali i Sztuki Ludowej
- Stowarzyszenie Klubu Kawalerów w Szymborzu

### Laureaci w roku 2005
- Czesława Kaczyńska – hafciarka, koronczarka, wycinankarka z Dylewa (Kurpie Zielone)
- Jan Kuczyński – skrzypek, harmonista z Probostwa Dolnego (Kujawy)
- Włodzimierz Naumiuk – rzeźbiarz, popularyzator folkloru z Kaniuk k. Zabłudowa (Podlasie)
- Józefa Sordyl i Zofia Sordyl – śpiewaczki, tancerki, wykonawczynie kwiatów z Krzyżowej-Korbielowa (Beskid Żywiecki)
- Marian Styrczula-Maśniak – muzyk, popularyzator folkloru góralskiego z Zakopanego (Podhale)
- Rozalia i Józef Szypułowie – malarka na szkle i rzeźbiarz z Czechowic – Dziedzic (Śląsk)
- Paweł Winiarski – kowal artystyczny z Błazin Dolnych k. / Iłży (Radomskie)
- Stefan Wrona – skrzypek z Dąbrowy Wronowskiej (Lubelskie)
- Marian Karczmarczyk – pisarz ludowy z Zamościa
- Kapela Ludowa „Dobrzeliniacy” z Żychlina
- Stanisław Pietras z Kapelą „Huc mi ta huc” z Bukowiny Tatrzańskiej
- Kapela Stanisława Skiby z Rzeczycy (Rawskie)
- Zespół Regionalny „Goliniacy” z Goliny (Wielkopolska)
- Zespół Folklorystyczny „Jutrzenka” z Dołhobrodów (Podlasie)
- Zespół Folklorystyczny „Wielkopolanie” – Poznań
- Zygmunt Ciesielski – etnograf, badacz i popularyzator folkloru z Białegostoku
- Jerzy Dynia – dziennikarz, popularyzator folkloru z Rzeszowa

#### Nagroda honorowa
- Orkiestra św. Mikołaja z Lublina

### Laureaci w roku 2006
- Kapela Góralska „Torka” z Cieszyna http://etno.serpent.pl/bands/torka.html
- Kapela Dudziarska „Manugi” z Bukówca Górnego
- Zespół Regionalny „Pałuki” z Kcyni[29]
- Zespół Śpiewaczy z Jakówek (Podlasie Południowe)[30]
- Zespół Regionalny „Romanka” z Sopotni Małej (Żywiecczyzna)
- Jan Gąsiorek – instruktor tańca ludowego, folklorysta z Żywca
- Barbara Kołodziejska – etnograf, muzeolog z Zielonej Góry
- Krystyna Kwaśniewicz – etnograf, folklorysta z Krakowa
- Antoni Kamiński – rzeźbiarz z Kutna
- Leokadia Kasiura – wykonawczyni plastyki obrzędowej z Udrycz (Zamojskie)[31]
- Zbigniew Jędrzejewski – metaloplastyk, kowal z Osięcin na Kujawach
- Stanisław Kubiak – dudziarz z Sułkowic (Biskupizna),
- Tadeusz Kubiak – skrzypek z Mchowic (Łęczyckie)
- Eugeniusz Brożek – malarz z Sędziszowa (Kieleckie)
- Władysław Szepelak – poeta z Bielanki (pow. nowotarski)
- Tadeusz Szostak (Berda) – skrzypek, gawędziarz i lutnik z Poronina

#### Nagrody honorowe
- Państwowa Szkoła Muzyczna I Stopnia im. S. Moniuszki w Zbąszyniu (Wielkopolska)
- Muzeum Wsi Radomskiej w Radomiu

### Laureaci w roku 2007
- Krystyna Cieśluk – pisankarka, wykonawczyni plastyki dekoracyjnej, śpiewaczka z Lipska nad Biebrzą (Suwalszczyzna)
- Adam Szczepanik – rzeźbiarz z Wólki Grodziskiej k. Grodziska Mazowieckiego (Mazowsze)
- Jan Karpiel-Bułecka – muzyk, tancerz, gawędziarz, animator i popularyzator folkloru zakopiańskiego, architekt (Zakopane, Podhale)
- Janina Kowalczuk – śpiewaczka ludowa z Grabowicy (gm. Susiec, Lubelskie)
- Anna Stopka-Słowińska – malarka na szkle z Kościeliska (Podhale)
- Filomena Krupowicz – wykonawczyni tkanin dwuosnowowych z Janowa Podlaskiego
- Irena Ostaszyk – pisarka ludowa z Mord (Siedleckie)
- „Grodziszczoki” Kapela z Grodziska Dolnego (Rzeszowskie)
- Regionalny Zespół Pieśni i Tańca „Lachy” z Nowego Sącza
- Regionalny Zespół Śpiewaczy „Kresowianki” z Letnina k. Pyrzyc (Zachodniopomorskie)
- Bronisław Kurek – popularyzator sztuki ludowej, działacz Fundacji „Cepelia”
- Anna Borucka-Szotkowska – etnomuzykolog, badacz, dokumentator, redaktor RCKL
- Małgorzata Dziurowicz-Kaszuba – etnograf, animator i organizator regionalnych imprez folklorystycznych, badacz regionu Sieradzkiego

#### Nagroda honorowa
- Marco Querel – promotor i popularyzator polskiej kultury ludowej we Włoszech

### Laureaci w roku 2008
- Wiesława Bogdańska, artystka kurpiowska, wycinankarka, wykonawczyni plastyki obrzędowej i dekoracyjnej (Kadzidło, woj. mazowieckie)
- Eugeniusz Rebzda, skrzypek, harmonista, tancerz (Łaznów, woj. łódzkie)
- Henryk Skotarczyk, instrumentalista (kozioł, szerszenki), budowniczy instrumentów, folklorysta, popularyzator muzyki koźlarskiej (Zbąszyń, woj. wielkopolskie)
- Piotr Szałkowski, rzeźbiarz (Sokółka, woj. podlaskie)
- Grzegorz Szewczyk, rzeźbiarz (Kozienice, woj. mazowieckie)
- Józef Wiejacki, rzeźbiarz (Małkowice, woj. dolnośląskie)
- Zuzanna Spasówka, pisarka ludowa (Pożóg, woj. lubelskie)
- Kapela „Opocznianka” (Opoczno, woj. łódzkie)
- Zespół Pieśni i Tańca „Lublin” im. Wandy Kaniorowej (Lublin)
- Regionalny Zespół Pieśni i Tańca „Podegrodzie” (Podegrodzie, woj. małopolskie)
- Maria Waniczek, regionalistka, twórczyni, animatorka kultury ludowej na Spiszu (Niedzica, woj. małopolskie)
- Benedykt Kafel – etnograf, folklorysta, badacz i popularyzator kultury ludowej (Nowy Sącz, woj. małopolskie)

#### Nagroda Honorowa
- Andrzej Krzeptowski Bohac – tancerz, instrumentalista, popularyzator kultury podhalańskiej w Ameryce Północnej

### Laureaci w roku 2009
- Stanisława Dawid – tkaczka, wykonawczyni plastyki obrzędowej dekoracyjnej, wycinanek (Strzałki, Kurpie)
- Jan Bojko – rzeźbiarz (Jaworzynka, Beskid Śląski)
- Julia Okoń – śpiewaczka ludowa (Ruda Solska, Lubelskie)
- Franciszek Racis – skrzypek solista, śpiewak i tancerz (Jasionowo, Suwalszczyzna)
- Władysław Trebunia-Tutka – artysta i muzyk podhalański (Biały Dunajec, Podhale)
- Janina Radomska (Lubelskie) – Literatura ludowa
- Kapela Ludowa „BUKOWIANIE” (Bukowsko, Podkarpackie)
- Dr Krzysztof Ruszel – etnograf, badacz kultury ludowej w Rzeszowskiem
- Józef Murawski – animator, twórca ludowy w dziedzinie folkloru muzycznego, tanecznego i obrzędowości na obszarze kulturowego pogranicza polsko-litewskiego (Szypliszki, Suwalszczyzna)
- Studencki Zespół Pieśni i Tańca Politechniki Rzeszowskiej „Połoniny”
- Zespół Ludowy z Godziszowa – Gminne Centrum Kultury i Promocji w Godziszowie.

#### Nagroda honorowa
- Muzeum Budownictwa Ludowego – Park Etnograficzny w Olsztynku

### Laureaci w roku 2010
- Marianna Bienias – śpiewaczka i gawędziarka, wykonawczyni plastyki dekoracyjnej – Wola Korycka Górna pow. garwoliński (woj. mazowieckie)[32]
- Wiktor Chrzanowski – malarz i rzeźbiarz ludowy – Toruń (woj. kujawsko-pomorskie)
- Rozalia Kastelik – wykonawczyni bibułkowych kwiatów, bukietów, wianków i wieńców – Bielsko Biała (Żywieckie, woj. śląskie)
- Marianna Staśkiewicz – poetka kurpiowska, koronkarka, wykonawczyni plastyki obrzędowej – Kadzidła (Kurpie Zielone, woj. mazowieckie)
- Kapela Ludowa „Trzcinicoki” – Trzcinica, gm. Jasło (Pogórze, woj. podkarpackie)[33]
- Zespół Pieśni i Tańca „Blichowiacy” – Łowicz (Księstwo Łowickie, woj. łódzkie)[34]
- Zespół Regionalny „Mogilanie” – Mogilany (Krakowskie, woj. małopolskie)[35]
- Henryk Dumin – etnolog, badacz, popularyzator i animator kultury ludowej Dolnego Śląska, autor i realizator Programu Ochrony Tradycji Kultury Wsi (Jelenia Góra)
- Prof. dr Jan Stęszewski – muzykolog i etnomuzykolog, badacz folkloru polskiego, historii muzyki polskiej od XVII do XX w. (Warszawa)

#### Nagroda honorowa
- Amatorski Zespół Teatralny im. Józefa Pitoraka w Bukowinie Tatrzańskiej Bukowińskie Centrum Kultury – Dom Ludowy im. Franciszka Ćwiżewicza, Bukowina Tatrzańska (Skalne Podhale, woj. małopolskie)

### Laureaci w roku 2011
- Władysław Klimasara – wykonawca zabawek, drewnianych ptaszków (Stryszawa, żywiecko-suski ośrodek zabawkarstwa ludowego, woj. małopolskie)
- Leonard Śliwa – instrumentalista (skrzypce, mazanki), regionalista, wychowawca młodych muzyków, popularyzator muzyki koźlarskiej (Wolsztyn, Wielkopolska)
- Janina Świniarska-Kosowska – śpiewaczka i tancerka ludowa, animatorka kultury regionalnej, wykonawczyni plastyki obrzędowej i strojów ludowych (Chojne, Sieradzkie, woj. łódzkie)
- Zofia Warych – śpiewaczka kurpiowska, hafciarka i koronczarka (Myszyniec, Kurpie Zielone, woj. mazowieckie)
- Mieczysław Mularski – poeta ludowy (Dobrzechów, woj. podkarpackie)
- Kapela braci Tarnowskich z Domaniowa (Radomskie)
- Zespół Ludowy Koła Gospodyń Wiejskich z Trzcińca (Wschodnie Mazowsze)
- Zespół Regionalny „Istebna” (Beskid Śląski)
- Prof. Anna Czekanowska-Kuklińska – etnomuzykolog, badacz ludowych i etnicznych tradycji muzycznych w Polsce i na świecie.
- Danuta Pawlak – etnomuzykolog w Instytucie im. Oskara Kolberga w Poznaniu

#### Nagroda honorowa
- Oddział Muzeum Narodowego we Wrocławiu
- Tarnogrodzki Ośrodek Kultury w Tarnogrodzie (woj. lubelskie)

### Laureaci w roku 2012
- Stanisław Koguciuk – malarz, jeden z ostatnich autentycznych artystów ludowych (Pławanice, pow. chełmski, Lubelskie)
- Czesław Seweryński – garncarz i rzeźbiarz (Stąporków, pow. konecki, woj. świętokrzyskie)
- Katarzyna Halina Weremczuk – śpiewaczka, solistka w Zespole Folklorystycznym „Jutrzenka” w Dołhobrodach (Dołhobrody, Polesie Lubelskie, woj. lubelskie)
- Roman Wojciechowski – skrzypek z regionu opoczyńskiego (Tomaszów Mazowiecki, woj. łódzkie)
- Zofia Przeliorz – pisarka ludowa, regionalistka (Żory–Osiny, region Górny Śląsk, woj. śląskie)
- Kapela Stanisława Ptasińskiego z Wielgolasu (Wielgolas, pow. miński, woj. mazowieckie)
- Zespół Pieśni Ludowej „Duszniczanka” (Duszniki, pow. Szamotuły, woj. wielkopolskie)
- Zespół Śpiewaczy „Zaciszuki” (Węgorzewo, woj. warmińsko-mazurskie)
- Henryk Gadomski – etnomuzykolog, kompozytor, badacz i dokumentator pieśni, tańca i muzyki kurpiowskiej. (Ostrołęka, Kurpie Zielone, woj. mazowieckie)
- Jan Brodka(inne języki) – muzyk instrumentalista (trombity, dudy, heligonka), folklorysta, autor opracowań muzyki regionu żywieckiego, wychowawca muzyków i instruktorów folkloru (Twardorzeczka, Beskid Żywiecki, woj. śląskie)

#### Nagroda Honorowa
Muzeum Kultury Kurpiowskiej w Ostrołęce
Telewizja Polska SA Oddział w Rzeszowie

### Laureaci w 2013 roku
- Piotr Gaca
- Stanisława Kowalewska
- Małgorzata Pepłowska
- Eugenia Wieczorek
- Genowefa Iwanek
- Kapela Rodzinna „Kurasie”
- Zespół Regionalny „Brenna” im. Józefa Macha w Brennej
- Zespół Śpiewaczy „Mlądz”
- dr Urszula Janicka-Krzywda
- Jadwiga Kurant
- Towarzystwo Kultury Teatralnej w Warszawie

### Laureaci w 2014 roku
- Mieczysław Gaja
- Jan Jurek
- Jan Kania
- Jerzy Walkusz
- Barbara Krajewska
- Kapela Rodzinna Trebuniów-Tutków
- Regionalny Zespół Pieśni i Tańca „Boczki Chełmońskie”
- Zespół Taneczny „Oldrzychowice” z Oldrzychowic
- Maria Baliszewska
- Anatol Kocyłowski
- Muzeum-Kaszubski Park Etnograficzny im. Teodory i Izydora Gulgowskich we Wdzydzach Kiszewskich
- „Polskie Radio Rzeszów” Rozgłośnia Regionalna w Rzeszowie, Spółka Akcyjna

### Laureaci w 2015 roku
- Aniela Krupczyńska – śpiewaczka i tancerka, popularyzatorka pieśni, gwary, obrzędów i zwyczajów górali pienińskich, kierowniczka Zespołu Regionalnego im. Jana Malinowskiego ze Szczawnicy.
- Zuzanna Ptak – koronczarka, twórczyni tradycyjnych motywów i kompozycji z koronki szydełkowej (Koniaków, Śląsk Cieszyński).
- Maria Siwiec – śpiewaczka i tancerka ludowa, kierowniczka Zespołu „Gołcunecki” (Gałki, pow. przysuski).
- Wincenty Staśkiewicz – wykonawca wycinanek kurpiowskich (Ostrołęka, Kurpie).
- Waleria Prochownik – pisarka ludowa, poetka i prozatorka, gawędziarka (Żywiec, Beskid Żywiecki).
- Kapela Jana Kmity (Przystałowice Małe, pow. przysuski).
- Zespół Śpiewaczy „Dorbozianki” z Dorboz (Dorbozy, pow. biłgorajski).
- Zespół Regionalny „Regle” im. Jana Jędrola z Poronina (Podhale, pow. tatrzański).
- Prof. Piotr Dahlig – etnomuzykolog, badacz i dokumentalista muzyki ludowej (Uniwersytet Warszawski, Warszawa).
- Anna Urbaczka-Bury – regionalistka popularyzująca folklor cieszyński i wiedzę o regionie, pisarka i poetka ludowa, reżyserka teatru ludowego, solistka i kierownik zespołu „Istebna”, tancerka i gawędziarka (Istebna, Śląsk Cieszyński).
- Łódzki Dom Kultury – za wspieranie i upowszechnianie tradycji kultury regionalnej, ochronę najcenniejszych form twórczości ludowej województwa łódzkiego (Łódź)[36].

### Laureaci w 2016 roku
- Zofia Charamut – śpiewaczka w gwarze kurpiowskiej, hafciarka i koronkarka (Wolkowe, pow. ostrołęcki).
- Maria Chrostek – tkaczka i wycinkarka (Tatary, gm. Kadzidło).
- Stanisław Kwaśny – rzeźbiarz, aktywny działacz Stowarzyszenia Twórców Ludowych (Meszna, gm. Wilkowice, pow. bielski).
- Jan Wilczek – wykonawca kierpców, pasów bacowskich, skrzypek (Bukowina Tatrzańska, pow. tatrzański).
- Mieczysław Zawadzki – rzeźbiarz związany z Łukowskim Ośrodkiem Rzeźby Ludowej (Meszna, gm. Wilkowice, pow. bielski).
- Maria Kazimiera Sarnacka – pisarka w tematyce ludowej (Dołhobrody, gm. Hanna, pow. włodawski).
- Kapela Braci Byrtków – kapela góralska z Beskidu Żywieckiego (Pewel Wielka, gm. Jeleśnia, pow. żywiecki).
- Zespół Folklorystyczny „Folusz” z Giedlarowej (Giedlarowa, pow. leżajski).
- Zespół Regionalny „Magurzanie” z Łodygowic (Łuków, pow. łukowski).
- Małgorzata Kiereś – etnografka, twórca wielu publikacji naukowych i popularnonaukowych dotyczących folkloru, kierowniczka Muzeum Beskidzkiego w Wiśle (Istebna, pow. cieszyński).
- prof. Anna Szyfer – etnograf, profesor zwyczajny ze specjalizacją z dialektologii, do 2000 roku była kierowniczką Zakładu Etnologii Polski (Poznań, woj. wielkopolskie).
- Muzeum Ludowych Instrumentów Muzycznych w Szydłowcu – za działalność naukową, animację i upowszechnianie kultury ludowej (Szydłowiec, woj. mazowieckie).

### Laureaci w 2017 roku
- Anna Bałdyga – artystka obrzędowa, śpiewaczka, tkaczka, wykonawczyni bukietów bibułowych, pająków, palm, pisanek, rekonstruuje tkactwo mazurskie (Wydminy, pow. giżycki).
- Jan Cebula – skrzypek ludowy (Kolbuszowa, woj. podkarpackie).
- Marta Legierska – koronczarka (Koniaków, pow. cieszyński).
- Michalina Mrozik – śpiewaczka ludowa (Przejęsław, pow. bolesławiecki).
- Irena Najdek – hafciarka, w 1983 roku otrzymała tytuł Mistrza Rękodzieła Ludowego nadany przez Ministra Kultury i Sztuki (Włocławek, woj. kujawsko-pomorskie).
- Franciszek Łojas-Kośla – rzeźbiarz, twórca literatury ludowej (Poronin, pow. tatrzański).
- Zespół Góralski „Polaniorze” z Kościeliska – zespół pieśni i tańca (Kościelisko, pow. tatrzański).
- Zespół Folklorystyczny „Kurpiowszczyzna” (Myszyniec, pow. ostrołęcki).
- prof. Jan Adamowski – kulturoznawca, folklorysta, organizator i kierownik Zakładu Kultury Polskiej (Lublin, woj. lubelskie).
- Henryk Kuś – instruktor, autor programów dla zespołów folklorystycznych, juror wielu komisji oceniających zespoły i widowiska, prowadzący liczne seminaria i warsztaty szkoleniowe, autor rekonstrukcji strojów ludowych, widowisk plenerowych – regionalnych i ogólnokrajowych (Lużna, pow. gorlicki).
- Józef Sobiecki – popularyzator kultury ludowej, redaktor audycji „Głos Mazowsza, Kurpi i Podlasia” emitowanej przez Polskie Radio, dokumentował kulturę ludową Mazowsza (Warszawa, woj. mazowieckie).
- Dobrzyńsko-Kujawskie Towarzystwo Kulturalne we Włocławku – popularyzują dorobek kultury regionalnej, promują talenty artystyczne w zakresie plastyki i literatury, edukacja regionalna i kulturalna, podejmują inicjatywy na rzecz ochrony dóbr kultury i tradycji regionalnych, stworzyli cykl wydawniczy „Wychowanie regionalne dzieci i młodzieży” (Włocławek, woj. kujawsko-pomorskie).
- Skansen Wsi Pogórzańskiej im. prof. Romana Reinfussa Oddział Muzeum Dwory Karwacjanów i Gładyszów – dokumentuje, chroni, gromadzi, prezentuje dziedzictwo kulturowe Pogórzan, upowszechnia wiedzę na temat tradycji regionu (Szymbark, pow. gorlicki).

### Laureaci w 2018 roku
- Romuald Jędraszak – muzyk i nauczyciel gry na wielkopolskich instrumentach ludowych, współpracujący z Muzeum Instrumentów Muzycznych w Poznaniu (Kostrzyn, pow. poznański).
- Stanisława Kowalska – hafciarka i twórczyni czepców wielkopolskich (Golina, pow. jarociński).
- Leon Lewandowski – muzykant solista, członek Kapeli Ludowej „Brzeziny” (Jagodziniec, pow. kaliski).
- Roman Prószyński – mistrz w dziedzinie plastyki obrzędowej i zdobniczej, wykonawca pisanek i wycinanek, jest jednym z filarów Stowarzyszenia Twórców Ludowych (Terpentyna-Dzierzkowice, pow. kraśnicki).
- Danuta Radulska – twórczyni podlaskich tkanin dwuosnowowych (Wasilówka, pow. sokólski).
- Halina Witkowska – kurpiowska pisankarka, hafciarka, popularyzatorka kultury regionalnej (Lemany, pow. pułtuski).
- Sabina Szymbor – poetka ludowa (Wola Niemiecka, pow. lubartowski).
- Kapela Lipców z Wygnanowa – kapela ludowa z regionu radomskiego (Wygnanów, pow. radomski).
- Regionalny Zespół Pieśni i Tańca „Markowianie” z Markowa (Markowa, pow. łańcucki).
- Kaszubski Zespół Pieśni i Tańca „Sierakowice” z Sierakowic (Sierakowice, pow. kartuski).
- Władysław Dubaj – animator kultury ludowej, organizator i dokumentalista regionalnej i ogólnopolskiej sceny (Tarnogród, pow. biłgorajski).
- Joanna Prętkowska – regionalistka, animatorka kultury biskupiańskiej (Domachowo, pow. gostyński).
- Polski Zespół Folklorystyczny „MAZURY” – zespół stworzony przez potomków polskich osadników w Brazylii (Mallet-Paraná, Brazylia).
- Redakcja Kwartalnika Polonijnego „Tatrzański Orzeł” – nagroda honorowa (Passaic, New Jersey, USA).

### Laureaci w 2019 roku
- Anna Andruszkiewicz – śpiewaczka solistka (Wiżajny, pow. suwalski).
- Marianna Bączek – śpiewaczka kurpiowska, członkini grup śpiewaczych „Bandysionki” i „Carniacy” (Bandysie, pow. ostrołęcki).
- Czesław Węglarz – muzyk i budowniczy instrumentów (dudy żywieckie, gajdy śląskie, skrzypce, basy oraz instrumenty pasterskie), popularyzator folkloru Beskidu Żywieckiego (Cisiec, Węgierska Górka, pow. żywiecki).
- Wiesława i Marian Łobozowie – wytwórcy żywieckich zabawek ludowych (Pewel Wielka, pow. żywiecki).
- Lilia Sola – artystka w dziedzinie plastyki (wycinanki, pająki, bukiety), poetka i popularyzatorka twórczości ludowej (Puławy, woj. lubelskie).
- Andrzej Wojtczak – rzeźbiarz, współorganizator kutnowskiego ośrodka rzeźbiarskiego (Kutno, woj. łódzkie).
- Jan Czarnecki – poeta ludowy (Iłża, pow. radomski).
- Kapela Ludowa Zastawnych z Brzostek (Brzostek, pow. dębicki).
- Łemkowski Zespół Pieśni i Tańca „Kyczera” (Legnica, woj. dolnośląskie).
- Zespół śpiewaczy „Sielanki” z Sielca (Sielec, pow. chełmski).
- Elżbieta Krzyżaniak Miller i Agata Skrukwa – badaczki i autorki opracowań spuścizny rękopiśmiennej i biografii Oskara Kolberga w Redakcji Dzieł wszystkich i Instytucie O. Kolberga w Poznaniu (Poznań, woj. wielkopolskie).
- Towarzystwo Bambrów Poznańskich – nagroda honorowa (Poznań, woj. wielkopolskie).
- Towarzystwo Ochrony i Promocji Zawodów Ginących – nagroda honorowa[2] (Iłża, pow. radomski).

### Laureaci w 2020 roku
- Antoni Gluza – mistrz gry na żywieckich dudach, heligonce, okarynie, piszczałkach pasterskich, gwary, kierownik kapel (Szczyrk, Żywiecczyzna, woj. śląskie)
- Czesława Lewandowska – koronkarka i wykonawczyni plastyki obrzędowej i dekoracyjnej (Ostrołęka, Kurpie, woj. mazowieckie).
- Helena Miazek – wycinankarka, popularyzatorka łowickiego folkloru (Chąśno, Łowickie, woj. łódzkie).
- Dionizy Purta – rzeźbiarz ludowy, animator i popularyzator kultury ludowej (Białystok, Podlasie, woj. podlaskie).
- Zofia Tarasiewicz – śpiewaczka ludowa, popularyzatorka dziedzictwa górali czadeckich, obrzędowości, plastyki, tradycji kulinarnych (Bolesławiec, woj. dolnośląskie)
- Józef Tomczyk – skrzypek ludowy (Mroczki Małe, Sieradzkie, woj. łódzkie)
- Helena Kołodziej – poetka ludowa (Wielkolas, pow. lubartowski, woj. lubelskie)
- Kapela Ludowa „Mogilanie” (Mogilany, Krakowiacy Zachodni, woj. małopolskie)
- Zespół Śpiewaczy z Mroczek Małych (Mroczki Małe, pogranicze Sieradzkiego i Wielkopolski, woj. łódzkie)
- Zespół Góralski „Zornica” (Zakopane, Podhale, woj. małopolskie).
- Antoni Malczak – regionalista, działacz kultury, muzyk, pedagog, społecznik, organizator i animator instytucji i projektów, wieloletni dyrektor Małopolskiego Centrum Kultury SOKÓŁ w Nowym Sączu (Nowy Sącz, woj. małopolskie).
- Lech Śliwonik – teatrolog, profesor Akademii Teatralnej w Warszawie, badacz i znawca polskiego teatru amatorskiego, teatru ludowego (Warszawa)
- Pismo Folkowe Lublin – Akademickie Centrum Kultury „Chatka Żaka” Uniwersytetu Marii Curie–Skłodowskiej w Lublinie
- Polonia Ensemble – Polish Folk Song and Dance Ensemble (Chicago, USA)

### Laureaci w 2021 roku
- Wanda Majtyka
- Henryk Marszał
- Stanisława Mąka
- Genowefa Pabich
- Bernarda Rość
- Maria Grzegorek
- Andrzej Dziedzina Wiwer
- Maria Brylak-Załuska
- Jolanta Danak-Gajda
- Orkiestra Dęta ze Zdziłowic
- Zespół Śpiewaczo-Obrzędowy „Blinowianki”
- Zespół „Gościszowianie”
- Fundacja „Dziedzictwo Nasze”

### Laureaci w 2022 roku
- Kazimiera Balcerzak – hafciarka, wycinankarka, bukieciarka (kwiaty z papieru) z Sieradza
- Stanisława Galica-Górkiewicz – skrzypaczka i instruktorka gry w stylu góralskim z Bukowiny Tatrzańskiej, Podhale
- Elżbieta Kasznia – śpiewaczka, hafciarka, wycinankarka z Rozóg, Kurpie Zielone
- Jan Puk – rzeźbiarz, twórca ruchomych zabawek z Trześni, Sandomierskie
- Piotr Sikora – skrzypek i lutnik z Kuźnicy koło Przysuchy, Radomskie
- Monika Wałach-Kaczmarczyk – instruktorka grup obrzędowych z Jaworzynki w Beskidzie Śląskim
- Elżbieta Wójtowicz – pisarka i gawędziarka z Markuszowa na Lubelszczyźnie
- Dionizjusz Czubala – etnograf, folklorysta z Podbeskidzia
- Bogumiła Nowicka – muzykolog, dziennikarka Radia Lublin
- Kapela Romana Wojciechowskiego z Tomaszowa Mazowieckiego, Opoczyńskie
- Zespół Regionalny „Gorce”
- Zespół „Waliszowianie” z Nowego Waliszowa, Dolny Śląsk
- Regionalne Centrum Kultury Kurpiowskiej im. ks. Władysława Skierkowskiego w Myszyńcu
- Towarzystwo Miłośników Kujaw w Radziejowie
- Wyróżnienie specjalne: Karolina Kupczyk – altowiolistka, tancerka, śpiewaczka w zespołach Wałasi i Jaworzynczanki[37], Beskid Śląski[38]

### Laureaci w 2023 roku
- Zofia Nędza-Kubiniec
- Ludgarda Sieńko
- Jan Szymański
- Stanisław Wyżykowski
- Florianna Kiszczak
- Wojciech Kowalczuk
- Jadwiga Parecka
- Kapela Braci Adamczyków
- Zespół Śpiewaczy z Łukowej IV[39]
- Czesława Samsel
- Kazimierz Marcinek
- Zespół Pieśni i Tańca „Łastiwoczka” z Przemkowa
- Stowarzyszenie Muzyków Ludowych w Zbąszyniu
- Towarzystwo Kulturalne im. Oskara Kolberga w Przysusze[5]

### Laureaci w 2024 roku
- Anna Dunat
- Grażyna i Tadeusz Kruczyńscy
- Helena Napierała
- Halina Pajka
- Stanisława Ewa Skowysz-Mucha
- Anna Chuda
- Barbara Kryszczuk
- Donat Niewiadomski
- Elżbieta Piskorz-Branekova
- Kapela Ludowa z Gniewczyny Łańcuckiej
- Góralski Teatr Pieśni „Dunawiec”
- Zespół Regionalny „Wilamowice”
- Gminny Ośrodek Kultury w Podegrodziu
- Muzeum Lubuskie im. Jana Dekerta w Gorzowie Wielkopolskim[5][40]